# Flavoproteina (trasferisce elettroni) deidrogenasi
La flavoproteina deidrogenasi è un enzima appartenente alla classe delle ossidoreduttasi, che catalizza la seguente reazione:
flavoproteina che trasferisce elettroni ridotta + ubichinone ⇄ flavoproteina che trasferisce elettroni + ubichinolo
L'enzima è una flavoproteina ferro-zolfo, che forma parte del sistema di trasferimento degli elettroni, del mitocondrio.